# Julija Wiktorowna Iwanowa
Julija Wiktorowna Iwanowa (russisch Юлия Викторовна Иванова; * 5. Dezember 1977 in Wolgograd, Russische SFSR, Sowjetunion) ist eine russische Rhythmische Sportgymnastin.
Sie nahm an den Olympischen Sommerspielen 1996 teil, bei denen sie in der Rhythmischen Sportgymnastik im Mannschaftsmehrkampf mit Olga Schtyrenko, Jewgenija Botschkarjowa, Angelina Juschkowa, Jelena Kriwoschei und Irina Dsjuba die Bronzemedaille gewann. Bei den Weltmeisterschaften 1995 gewann Iwanowa ebenfalls eine Bronzemedaille.